# Brachythemis contaminata
Brachythemis contaminata är en trollsländeart som först beskrevs av Fabricius 1793.  Brachythemis contaminata ingår i släktet Brachythemis och familjen segeltrollsländor. IUCN kategoriserar arten globalt som livskraftig. Inga underarter finns listade i Catalogue of Life.

## Bildgalleri

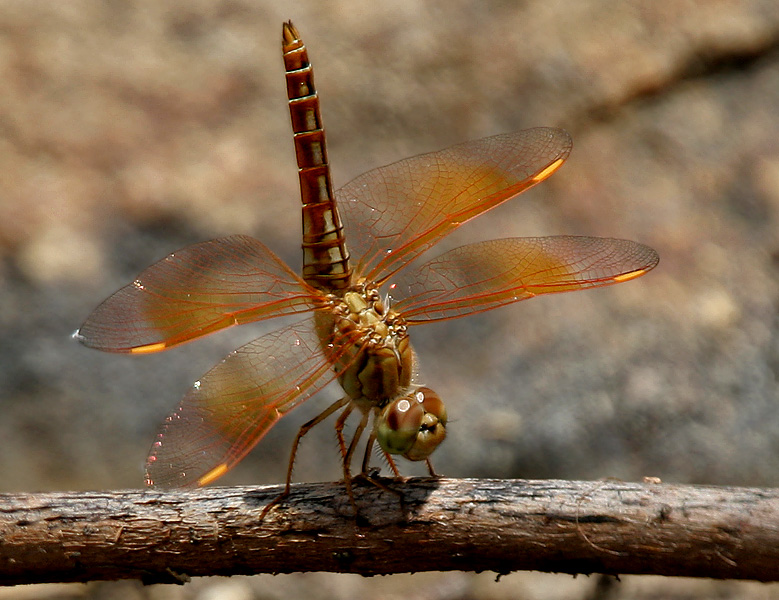
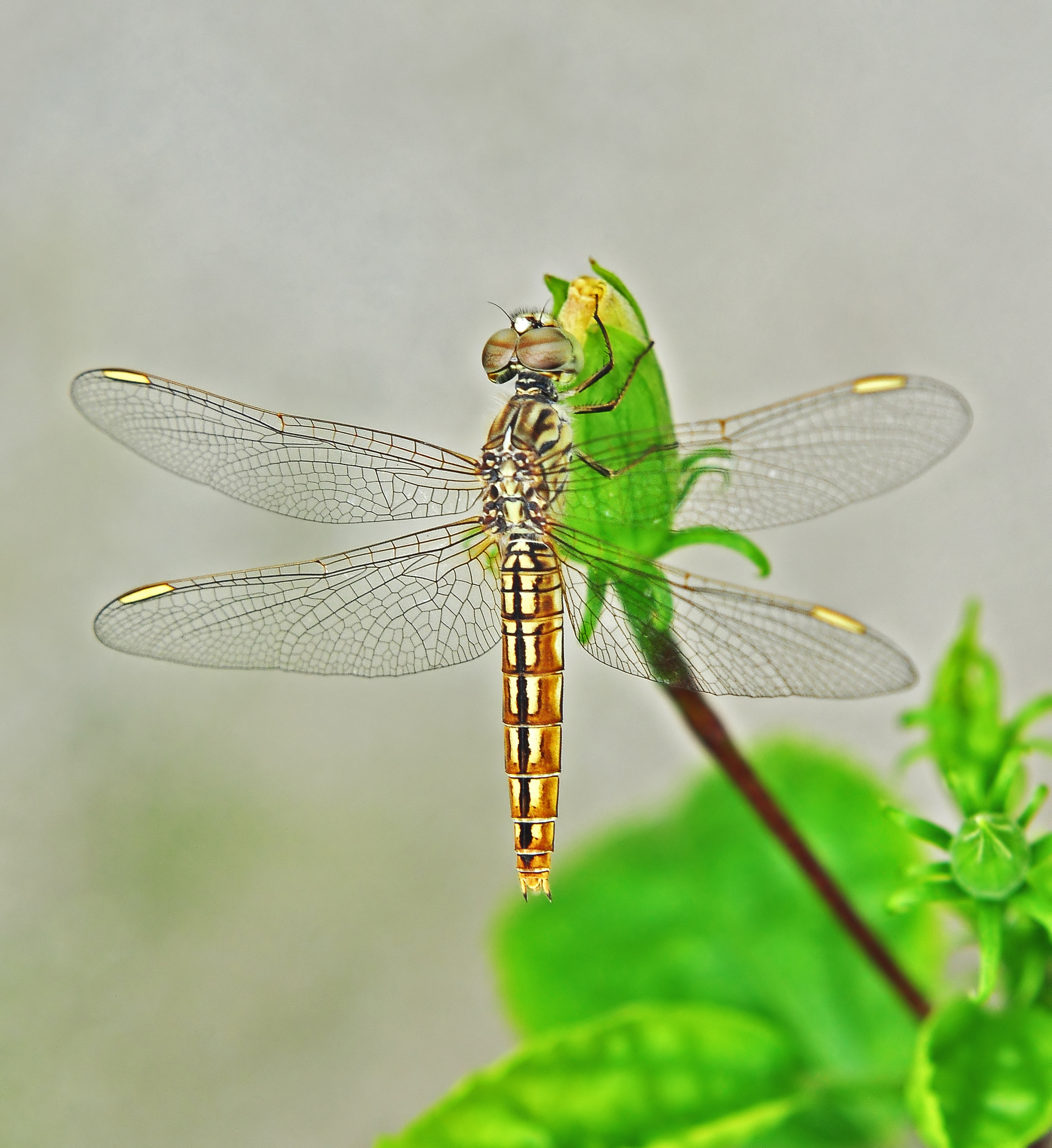
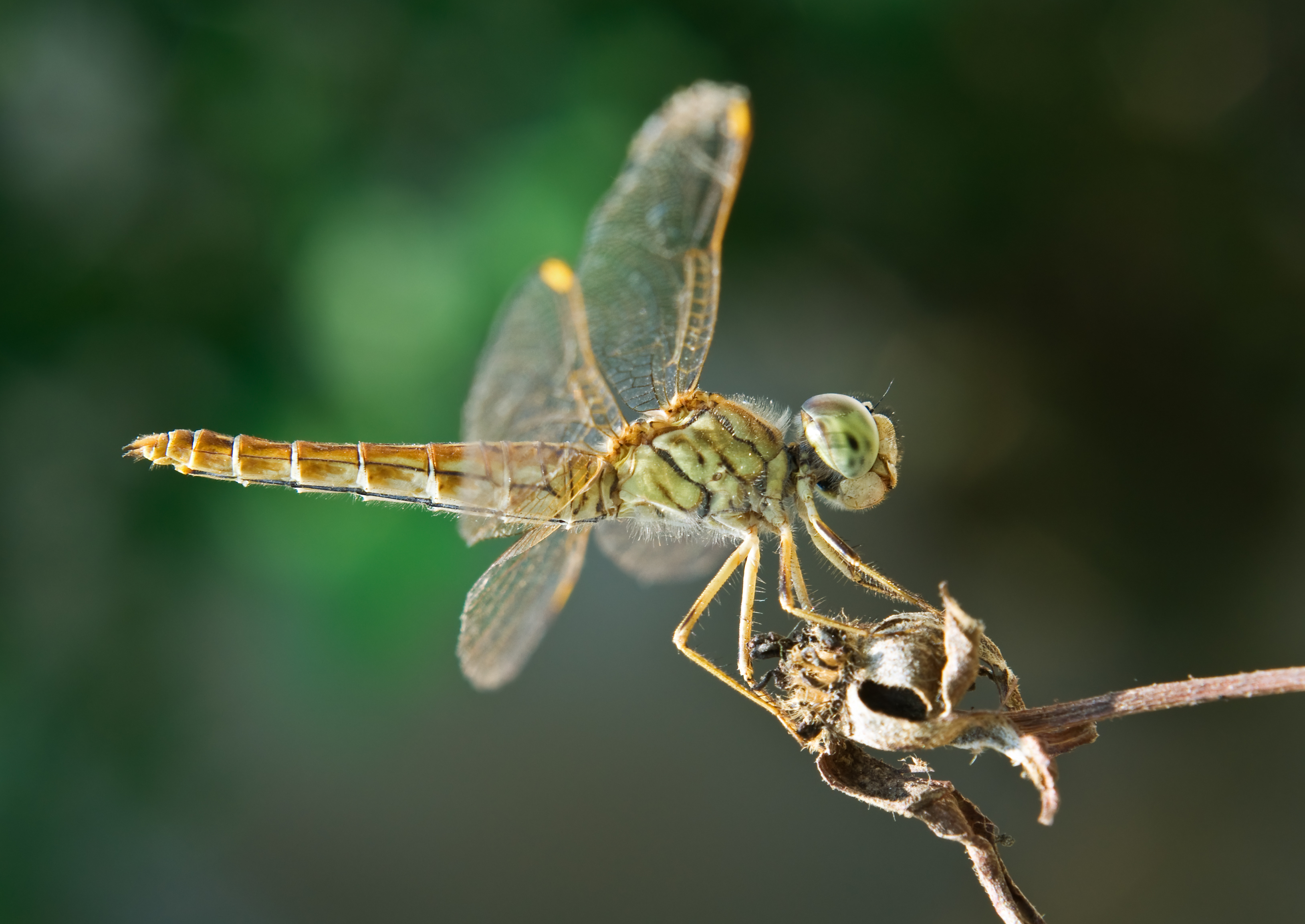
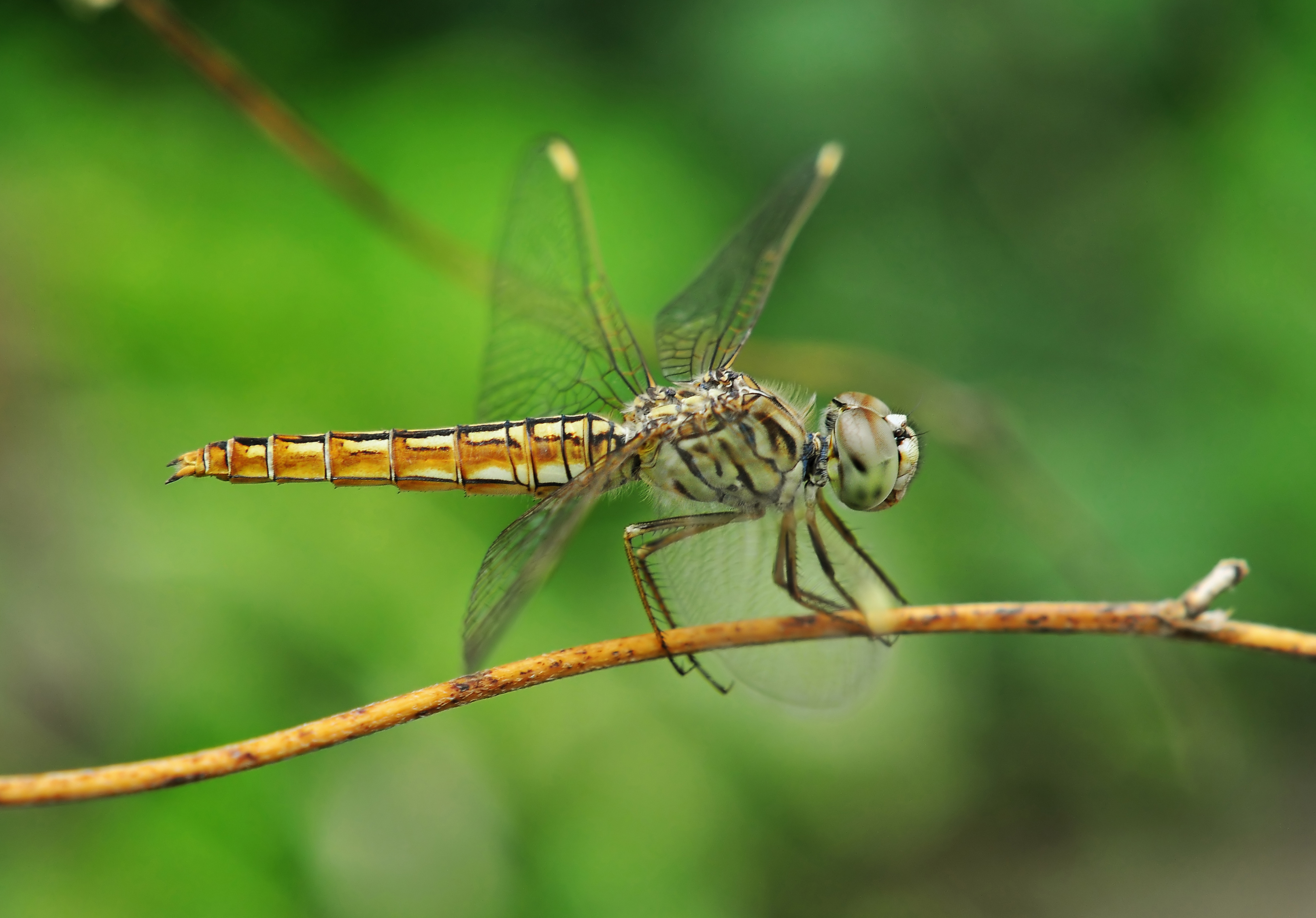
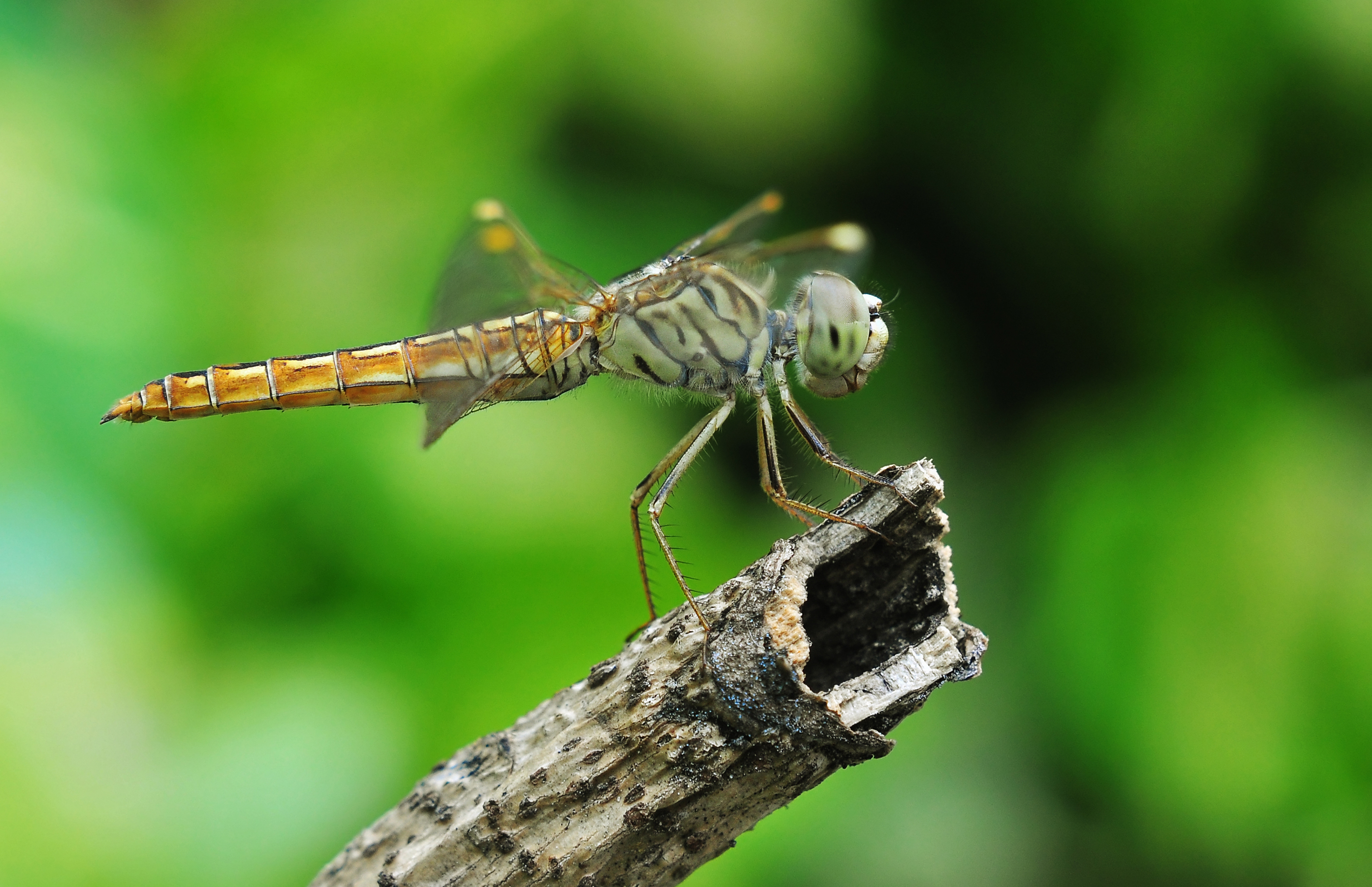